# Kalapää träsk
Kalapää träsk är en sjö i byn Rökiö i Vörå i Österbotten. Vid sjön finns 17 fasta invånare (2017) och flera sommarstugor. Mellan 1928 och 1945 fanns här en folkskola. Intill den gamla folkskolan finns en badstrand.

## Beskrivning
Kalapää träsk ligger 35,4 meter över havet. Arean är 79,4 hektar och strandlinjen är 8,5 kilometer lång. Sjön  ingår i Kimo å huvudavrinningsområde.  Hela Kalapää träsk och dess stränder är naturskyddsområde.